# Kanton Roquecourbe
Kanton Roquecourbe (francouzsky Canton de Roquecourbe) je francouzský kanton v departementu Tarn v regionu Midi-Pyrénées. Tvoří ho šest obcí.

## Obce kantonu
- Burlats
- Lacrouzette
- Montfa
- Roquecourbe
- Saint-Germier
- Saint-Jean-de-Vals